# 원량초등학교 두미분교
원량초등학교 두미분교는 대한민국 경상남도 통영시에 있었던 공립 초등학교이다.

## 연혁
- 1936년 4월 30일 두미간이학교 설립인가
- 1944년 3월 30일 두미공립국민학교 설립인가
- 1944년 4월 12일 개교
- 1984년 3월 1일 노대국민학교 두미분교로 격하
- 1996년 3월 1일 원량초등학교로 편입
- 1999년 9월 1일 폐교